# 维森斯之家
维森斯公寓（西班牙語：Casa Vicens）是一座位於西班牙加泰罗尼亚巴塞羅那恩典区的現代主義建築，由安東尼·高第設計。該建築物被認為是他的第一個主要項目。它建於1883年至1885年之間。
高第在1878年至1880年之間制定了該建築物的初步計劃。這件作品屬於高第在東方主義時期（1883-1888）的代表性建築，在這一時期，高第受到近東和遠東（印度、波斯、日本）藝術的啟發，進行了一系列具有明顯東方品味的作品。维森斯公寓的風格類似於新摩尔式建筑，高迪的设计打破了传统，创造了他自己的新的建筑风格。使該建築物成為貫穿現代主義興起的特徵代表。在建成時，其建築曾引起了廣泛的討論，並在當時的廣大群眾中引起了極大的轟動。维森斯之家因而成為加泰罗尼亚风格建筑的新的篇章，也是高迪成功的职业生涯的开端。
該建築物原設有大花園區，但隨著時間的推移，其周圍土地被細分並出售用於建造住宅樓。如今，該建築僅存主體結構。高第為了充分利用空間而設計了三個立面，房屋通過分隔牆連接到相鄰的修道院。1925年，维森斯公寓曾計劃對進行擴建，高迪對此提出的委託表示拒絕了。並將該項目交給了他的門徒之一塞拉 瓊 巴普蒂斯塔（Joan Baptista Serra）負責，後者則按照高第的原始風格進行了擴建，從而使該建築完全獨立。
1969年，维森斯公寓被宣佈為歷史藝術古蹟，其建築則於2005年被联合国教科文组织列入世界遗产「安东尼·高迪的作品」项下。2014年之前一直是私人住宅，直到该年被Mora Banc Grup收购。在被收购之后，维森斯之家进行了一系列改造，然后于2017年11月起作为博物馆对公众开放。

## 历史

### 早期建造
建造计划最早可追溯到1883年1月15日，包括选址、立面等规划。高迪在同年3月8日取得建筑许可（编号239-71，证书613）。房子由未经处理的石头，粗糙的红砖和棋盘和花卉图案的彩色瓷砖构成。
在设计和建造维森斯之家时，高迪刚刚开始他的职业生涯。高迪于1878年毕业于巴塞罗那省立大学建筑系，在他求学时期和毕业后的一小段时间内，他的作品描绘了一种维多利亚式的风格，类似于他的前辈。后来，他受到了新摩尔式建筑的影响，形成了自己的风格。这种风格包括了大量几何图形的排列、瓷砖的使用、金属制品的使用和砖块的装饰。

### 翻新
1899年，维森斯之家被来自古巴哈瓦那的外科医生Dr. Antonio Jover收购，1924年，Jover搬进了这所房子，在此之前，它只被用作度假屋。在他所有权期间，这所房子是一座私人建筑，并不向公众开放。但是，游客可以在5月22日圣丽塔节进入参观。
1925年，建筑师胡安·塞拉·德·马丁内斯（Juan Sierra de Martínez）在建筑物后部增加了一个新的凸窗（Bay），采用了与高迪相同的风格，并且还大大扩展了花园的面积。他还修改了主楼的入口。随着扩建工程的展开，房屋的入口也被改造，前入口被改造成直接通向街道，也就是今天的样子。这些装修是在最大限度地尊重原创作品的情况下完成的，甚至高迪本人都赞同这些计划。在改造期间，高迪正忙于建造圣家堂（Sagrada Família），没能顾得上维森斯之家的改造工程。马丁内斯还在距离房屋最远的角落建造了一座圆屋顶礼拜堂，专门用于圣丽塔。整个项目于1926年完工，因为这个改造项目，马丁内斯获得了市议会颁发的1927年巴塞罗那市最佳和最具标志性的建筑奖（Concurs annual d'edificisarístics）。
维森斯之家最近的一次修复是在2001年至2004年期间，主要目标是加固外墙和装饰。这项工程主要是由建筑师Ignacio Herrero Jover 负责。